# Museo Arqueológico de Hierápolis
El Museo Arqueológico de Hierápolis (en turco Hierapolis Arkeoloji Müzesi) o Museo Arqueológico de Pamukkale es uno de los museos arqueológicos de Turquía. Está ubicado en varios edificios —unos baños romanos, un gimnasio y una biblioteca— de la antigua ciudad de Hierápolis, situada en la provincia de Denizli. Este museo fue inaugurado en 1984 y tras una restauración que tuvo lugar a partir de 1999 fue reinaugurado en el año 2000.

## Colecciones
En este museo se hallan objetos de diferentes yacimientos arqueológicos de antiguas ciudades de la región, como Laodicea, Colosas, Atuda y Tripolis, además de los recogidos en las excavaciones de Hierápolis. Otros proceden del montículo de Beycesultan, que pertenece principalmente a la Edad del Bronce.
Las piezas están distribuidas en tres salas de exposición. Una de ellas contiene una serie de estatuas, sarcófagos, estelas funerarias, capiteles, columnas e inscripciones procedentes principalmente de las antiguas ciudades de Hierápolis y Laodicea durante la época romana. 
Otra sala alberga restos arqueológicos de pequeño tamaño y monedas de diferentes yacimientos arqueológicos del área. Están ordenados cronológicamente: los restos arqueológicos —estatuillas de ídolos, lámparas, vasijas y joyas, entre otros objetos— abarcan periodos comprendidos entre el iv milenio a. C. y el imperio bizantino; mientras que las monedas están comprendidas entre los periodos helenístico y otomano. En este sector son de particular importancia los restos procedentes del montículo de Beycesultan.  
En una tercera sala se conservan relieves que decoraron el antiguo teatro de Hierápolis, donde están representadas procesiones, ceremonias de coronación y episodios mitológicos. Algunas piezas también contienen inscripciones.
|                  |
| Estatua de Hades |

|                                    |
| Estatuas de Ártemis, Leto y Apolo. |

|                                                 |
| Sector del museo con sarcófagos y otras piezas. |

|                                   |
| Algunas de las monedas del museo. |